# Т-26-5
Т-26-5 (Проект 126-1, Т-126-1) — опытный советский лёгкий танк, разработанный в конце 1930-х на основе лёгкого танка Т-26.

## История создания

### Т-26М
В 1938 году Ленинградский завод опытного машиностроения № 185 им. С. М. Кирова приступил к разработке проекта лёгкого танка Т-26М. В рамках этого проекта предполагалось повысить характеристики исходного Т-26 путём применения ряда новых технических решений, узлов и агрегатов. Самым заметным отличием от базовой машины должна была стать новая подвеска, скопированная с агрегатов чехословацкого танка Skoda IIa, незадолго до того проходившего испытания в СССР. Использование ходовой части с двумя тележками (по два опорных катка на тележке) на каждом борту должно было привести к заметному повышению подвижности боевой машины. Однако уже тогда было понятно, что простое оснащение модернизированного танка Т-26М новой подвеской не даст ему никаких преимуществ перед базовой версией.

### Т-26-5
В самом начале 1939 года началась разработка проекта капитальной модернизации легкого танка под названием Т-26-5. Этот проект стал первым в целом семействе версий модернизации танка Т-26, известном под названием «СП».
Индекс «СП» расшифровывался как «Сопровождение пехоты». Предполагалось, что глубоко модернизированный лёгкий танк Т-26 сохранит свои основные функции, однако получит более высокие характеристики в сравнении с базовым вариантом. Интересно, что в проекте Т-26-5 предполагалось использовать уже освоенные в серийном производстве узлы и агрегаты, а также новые компоненты, разработанные для танка Т-26М. При помощи такого подхода можно было решить ряд проблем технического и технологического характера.
Согласно требованиям Автобронетанкового управления (АБТУ), конструкторы завода № 185 под общим руководством С. А. Гинзбурга должны были взять за основу танк Т-26М с его подвеской, заимствованной у зарубежной бронемашины. Лобовая броня корпуса танка Т-26-5 должна была изготавливаться из цементированной брони и иметь толщину 20 миллиметров, а компенсировать возросший вес планировалось с помощью форсированного двигателя с мощностью порядка 130 л. с. Требовалось учесть возможность дальнейшей замены двигателя на более мощный.
Пока шли подготовительные работы, завод № 185 объединили с заводом № 174, что на несколько месяцев привело к остановке проектирования. За это время АБТУ пересмотрело требования к танку сопровождения пехоты, потребовав довести толщину максимального бронирования до 30 мм в случае использования цементированной брони, или 40 мм в случае использования брони из гомогенной стали. Если в первом варианте допускалось небольшое увеличение массы до 12,5 тонн при мощности двигателя 130 л. с., то во втором масса возрастала до 13 тонн, а мощность двигателя до необходимо было увеличить до 160 л. с.

## Конструкция

### Броневой корпус и башня
Бронирование должно было быть усилено по сравнению с танком Т-26. Броня корпуса Т-26-5 должна была изготавливаться из цементированной брони и иметь толщину 20 миллиметров.

### Вооружение
Основное вооружение составляла 45-мм нарезная полуавтоматическая пушка 20-К. Пушка имела ствол со свободной трубой, скреплённой кожухом, длиной 46 калибров / 2070 мм. Противооткатные устройства состояли из гидравлического тормоза отката и пружинного накатника. Практическая скорострельность орудия составляла 7-12 выстрелов в минуту. Наведение в горизонтальной плоскости осуществлялось поворотом башни при помощи винтового поворотного механизма. Механизм имел две передачи, скорость вращения башни на которых за один оборот маховика наводчика составляла 2 или 4°. Наведение в вертикальной плоскости, с максимальными углами от −6 до +22°, осуществлялось при помощи секторного механизма. Пулемётное вооружение представляло собой два пулемёта ДТ, один из которых был спарен с пушкой, а второй в шаровой установке был установлен рядом с местом механика-водителя.

### Двигатель и трансмиссия
Поскольку бронирование танка, и соответственно его масса должны были увеличиться, компенсировать возросший вес планировалось с помощью форсированного двигателя с мощностью 130 л. с. или нового двигателя мощностью 160 л. с.

### Ходовая часть
Помимо чехословацкой версии были испытаны варианты подвески завода № 174 со спиральными пружинами и конструкции инженера Л. Н. Переверзева (вариант предусматривал увеличение хода опорных катков, что необходимо при повышенных скоростях движения). Однако, подвеска Переверзева приводила к частым потерям гусеницы, а конструкция завода № 174 оказалась не очень удачной.

## Итоги
Оценив опыт боевого применения танков Т-26 в Финляндии, где легкие танковые бригады понесли тяжёлые потери от огня финской противотанковой артиллерии, АБТУ переформулировало требования. Теперь Т-26-5 должен был оснащаться 6-цилиндровым двигателем В-3 («половинка» 12-цилиндрового В-2), торсионной подвеской и пулеметами ДС-39. Это означало новый этап коренных доработок, хотя прототип танка был уже практически готов. В конечном итоге Т-26-5 подогнали под требования АБТУ, но нового двигателя он так и не получил. Поскольку с этого момента изменения носили уже глобальный характер работы, новому танку носили название «проект 126», а сам танк получил индекс «126-1». Работы над танком были завершены с началом проектировки Т-126 (СП).